# Resurrectio
Resurrectio és una pel·lícula dramàtica italiana del 1931 dirigida per Alessandro Blasetti i protagonitzada per Lya Franca, Daniele Crespi i Venera Alexandrescu. La producció de la pel·lícula va ser problemàtica i no va ser un èxit comercial.

## Argument
Un director d'orquestra, decebut i amargat perquè va ser abandonat per la seva amant, vol suïcidar-se. Està a punt de dur a terme el seu propòsit però al mateix temps es veu que ha de salvar un nen que està a punt de ser atropellat per un camió. Aquí coneix una noia bonica i sensible, a qui ja havia conegut a l'autobús i que l'havia seguit.
A partir d'aquest moment decideix trencar tots els vincles amb el passat i es dedica amb renovat vigor a la seva música. I així començarà la seva resurrecció.

## Repartiment
- Lya Franca: la noia
- Daniele Crespi: Pietro Gadda
- Venera Alexandrescu: la dona fatal
- Olga Capri: la dama grossa de l'autobús
- Aldo Moschino: un senyor del tabarin Astoria
- Giorgio Bianchi: un senyor del tabarin Astoria
- Aristide Baghetti: un senyor del tabarin Astoria
- Umberto Sacripante: un cavaller al tabarin Astoria
- Giuseppe Pierozzi: el cambrer
- Italo Tancredi: treballador de la parada

## Producció
Resurrectio és la primera pel·lícula produïda pr la nova Società Italiana Cines de Stefano Pittaluga i la primera pel·lícula sonora italiana, distribuïda però només el 1931 després de la posterior La canzone dell'amore de Gennaro Righelli, per consideracions comercials.
Blasetti, per primera i última vegada únic guionista d'una de les seves pel·lícules, la va definir com «el fracàs més colossal de la meva vida», però la pel·lícula s'ha de jutjar sobretot pel seu caràcter experimental pioner.
Només existeix la còpia negativa, dipositada a la Cineteca Nazionale.

## Crítica
| «                                                  | La història es pot resumir en dues paraules: un home de geni, enganyat per una bruixa, troba en l'amor d'una noia de puresa estàndard la força per ascendir a una nova vida. Tothom sap que Resurrectio es va rodar dues vegades, tot i que la versió original no va viure cap dels accidents (foc del negatiu, convulsió) que justificarien una nova edició. El subjecte es condemna a si mateix. Pel que fa a les figures que voldrien animar-lo, va de mal en pitjor... | » |
| — Raoul Quattrocchi a Kines del 14 de juny de 1931 | |   |